# Eduard Soghomonyan
Eduard Soghomonyan (Erevã, 19 de fevereiro de 1990) é um lutador brasileiro nascido na Armênia de luta greco-romana.
Em sua carreira constam participações no Campeonato Mundial de 2015 onde conseguiu a 14.ª posição, no Campeonato Pan-Americano de 2016, onde conquistou a medalha de prata, além de ter sido Campeão Sul-Americano de 2014.
Soghomonyan também participou dos Jogos Olímpicos de Verão de 2016, no Rio de Janeiro, sendo o único brasileiro na modalidade até 130 quilos, contudo fora eliminado pelo georgiano Iakob Kajaia, ainda na primeira luta.